# Rovena Dilo
Rovena Dilo, född 12 maj 1972 i Tirana, är en albansk sångerska, programledare och affärskvinna. Hon är främst känd för att i december 2000 ha vunnit Festivali i Këngës 39 med etnolåten "Ante i tokës sime". Hon vann även Kënga Magjike år 2000 med låten "Për një çast më ndali zemra" tillsammans med Pirro Çako.

## Karriär
Dilo deltog i Festivali i Këngës för första gången år 1996. Hon ställde upp med låten "Kërkoja fatin", som komponerats av Alfred Kaçinari. Året därpå ställde hon upp igen, nu med låten "Hape qiellin për mua". Med låten slutade hon på en fjärde plats vid finalen i Pallati i Kongreseve. Hon deltog även 1998, med låten "Fjale te perjetshme" av Edmond Zhulali. Vid Kënga Magjike 1999 slutade hon på tredje plats och tilldelades kritikernas pris med en låt av Ardit Gjebrea och Alfred Kaçinari. År 2000 ställde hon ånyo upp i Festivali i Këngës. Med låten "Ante i tokës sime" tog hon sig till final och väl där vann hon hela tävlingen. Under samma år slutade hon tvåa i Kënga Magjike. 
År 2001 deltog hon i Kënga Magjike igen, nu i en duett med Pirro Çako och med låten "Për një çast më ndali zemra". Vid finalen lyckades de vinna hela tävlingen med sin ballad. Samma år deltog hon i Festivali i Këngës och slutade tvåa med låten "Antinostradamus". Hennes första album, Ante, släpptes den 25 december 2001. Albumet innefattar 12 låtar varav Dilo själv har skrivit 5 av dem. År 2003 ställde hon upp i Festivali i Këngës 42 med låten "Njëmijë zemra" och lyckades ta sig till finalen. År 2008 ställde hon upp i Festivali i Këngës 47 med Eugent Bushpepa och med låten "S'jam baladë". I finalen fick de 60 poäng vilket räckte till en 12:e plats av 20 deltagare. Hon deltog året därpå i Festivali i Këngës 48 med låten "Përtej kohës". Vid finalen den 27 december 2009 fick hon 69 poäng och en 10:e plats av 20 deltagare.
Under år 2009/2010 var Dilo en del av juryn i talangprogrammet Albanians Got Talent som sändes på Top Channel. Programmet lades ned efter sin första säsong.
2013 deltog Dilo i Kënga Magjike 2013 med låten "Ne do puthëmi". Hon tog sig till final och slutade på 9:e plats med 457 poäng. Hon tilldelades även priset för bästa comeback. Sommaren 2014 släppte hon musikvideon till låten "Jo!". Låten skrevs av Aida Baraku med musik av Armend Rexhepagiqi. Hon deltog även i Kënga Magjike 2014 med låten "Gjeje një tjetër" och slutade på 18:e plats.

## Diskografi

### Festivali i Këngës-bidrag
| År   | Låt                    | Poäng    | Plats    |
| ---- | ---------------------- | -------- | -------- |
| 1996 | "Kërkoja fatin"        | ?        | ?        |
| 1997 | "Hape qiellin për mua" | ?        | 4        |
| 1998 | "Fjalët e përjetshme " | ?        | ?        |
| 1999 | "Të fal vetveten"      | ?        | ?        |
| 2000 | "Ante i tokës sime"    | ?        | 1        |
| 2001 | "Antinostradamus"      | ?        | 2        |
| 2003 | "Njëmijë zemra"        | ?        | ?        |
| 2007 | "Rrëfimi"              | Utslagen | Utslagen |
| 2008 | "S'jam baladë"         | 60       | 12       |
| 2009 | "Përtej kohës"         | 69       | 10       |

### Kënga Magjike-bidrag
| År   | Upplaga            | Låt                           | Poäng | Plats | Pris           |
| ---- | ------------------ | ----------------------------- | ----- | ----- | -------------- |
| 1999 | Kënga Magjike 1999 | "Jeta është e shenjtë"        | ?     | 3     | –              |
| 2001 | Kënga Magjike 2001 | "Për një çast më ndali zemra" | ?     | 1     | –              |
| 2013 | Kënga Magjike 2013 | "Në do puthëmi"               | 457   | 9     | Bästa comeback |
| 2014 | Kënga Magjike 2014 | "Gjeje një tjetër"            | 333   | 18    | TV Klan-priset |